# Max (The X-Files)
«Max» es el decimoctavo episodio de la cuarta temporada de la serie de televisión estadounidense de ciencia ficción The X-Files. Se estrenó en la cadena Fox el 23 de marzo de 1997. Fue dirigido por Kim Manners y escrito por Frank Spotnitz y el creador de la serie Chris Carter. «Max» contó con apariciones especiales de Joe Spano, Tom O'Brien y Scott Bellis, y vio la aparición final de Brendan Beiser como el agente especial Pendrell. El episodio ayudó a explorar la mitología general o la historia ficticia.de The X-Files. «Max» obtuvo una calificación Nielsen de 11,6, siendo visto por 18,34 millones de personas en su transmisión inicial. El episodio recibió críticas mixtas a positivas de los críticos.
El programa se centra en los agentes especiales del FBI Fox Mulder (David Duchovny) y Dana Scully (Gillian Anderson) que trabajan en casos relacionados con lo paranormal, llamados expedientes X. Tras el accidente de avión que mató al abducido extraterrestre Max Fenig, Mulder es perseguido por un asesino que busca recuperar un artefacto extraterrestre. «Max» es un episodio de dos partes, con la trama que continúa desde el episodio anterior, «Tempus Fugit».
Manners elogió el gran elenco de extras utilizados durante la producción y concluyó que eran los mejores con los que había trabajado. «Max» presentó escenas filmadas en el Aeropuerto Internacional de Vancouver y en un tanque de agua de estudio, además de usar el set Boeing 737 hecho a medida construido para «Tempus Fugit». El diálogo en el episodio se inspiró en la película de 1949 El tercer hombre.

## Argumento

### Trasfondo
Max Fenig (Scott Bellis), un miembro de NICAP, ha sido abducido repetidamente por extraterrestres a lo largo de su vida. Después de reunirse con el agente del FBI Fox Mulder (David Duchovny), Fenig fue abducido una vez más y se pensó que se había perdido por completo. Varios años después, Fenig es encontrado muerto entre las víctimas de un accidente aéreo. Al investigar el desastre, Mulder y su compañera Dana Scully (Gillian Anderson) se enteran de que el avión se estrelló después de ser interceptado por un jet militar, y posiblemente por una nave extraterrestre. La búsqueda de Mulder de evidencia de tal nave lo lleva a sumergirse en el fondo del Gran Lago Sacandaga para encontrarlo; mientras que Scully es emboscada por un asesino que busca matar a un testigo militar, lo que lleva a que le disparen a su colega Pendrell (Brendan Beiser).

### Eventos
Mulder es capturado por un grupo de comandos después de nadar hasta la orilla. En Washington, Scully atiende a Pendrell, gravemente herido, mientras Scott Garrett, un Hombre de Negro, escapa. El asistente del director Walter Skinner (Mitch Pileggi) llega poco después y le dice a Scully que las órdenes de proteger a Frish han sido anuladas y que está siendo arrestado por dar falso testimonio. Scully libera a Mulder del confinamiento y le cuenta la explicación «oficial» del accidente, que Frish y Gonzales causaron el accidente al dirigir por error una nave de combate militar con el avión, y que Frish mintió para encubrirlo. Mulder se muestra escéptico ante esta última explicación y cree que el ovni estrellado que encontró bajo el agua es realmente lo que estuvo involucrado en el accidente. Scully le dice a Mulder que Sharon no es realmente la hermana de Max, sino una ingeniera aeronáutica desempleada que conoció a Max en una institución mental. Ella también le dice que Pendrell murió a causa de sus heridas.
Mulder y Scully visitan el tráiler de Max y ven una cinta de él donde habla sobre encontrar pruebas de la existencia extraterrestre. El ejército recupera el ovni estrellado del lago, incluido el cuerpo extraterrestre. Los agentes visitan a Millar, cuya investigación no ha podido probar o refutar la historia de tapadera de los militares. Mulder le dice a Millar lo que creía que realmente sucedió. Mulder cree que Max abordó el avión con pruebas de vida extraterrestre y que un ovni detuvo el avión y lo tomó. Sin embargo, un avión militar los interceptó a los dos, con órdenes de atacar al ovni. Mientras Max regresaba, el avión militar golpeó, causando que tanto el ovni como el avión se estrellaran.
Mulder vuelve a visitar el tráiler de Max y revisa su correo, encontrando un boleto de reclamo de equipaje. Scully visita a Sharon, ahora en una institución mental, quien le dice a Scully que robó tecnología de su empleador que Max creía que era extraterrestre. El dispositivo estaba en tres partes, una que ella tenía, una que él trajo en el avión y una tercera. Mulder usa el boleto de reclamo para obtener el tercer dispositivo en un aeropuerto de Nueva York y se dirige a un avión para regresar a Washington. Garrett, que también está a bordo, se sienta a su lado. Mulder pronto se da cuenta de quién es Garrett y lo sostiene a punta de pistola. A Garrett no le importa, diciéndole a Mulder que si le dispara, el avión se despresurizará y podrá escapar con un paracaídas que tiene consigo. Mulder encierra a Garrett en el baño del avión, pero Garrett pronto emerge con una pistola zip.y le ordena que entregue el dispositivo. De repente, el avión comienza a temblar y luces brillantes brillan a través de las ventanas. Cuando el avión aterriza y Mulder sale, tanto Garrett como el dispositivo se han ido y a Mulder le faltan nueve minutos, sin recordar lo que sucedió. Los agentes visitan a Sharon por última vez en el tráiler de Max y se despiden.

## Producción

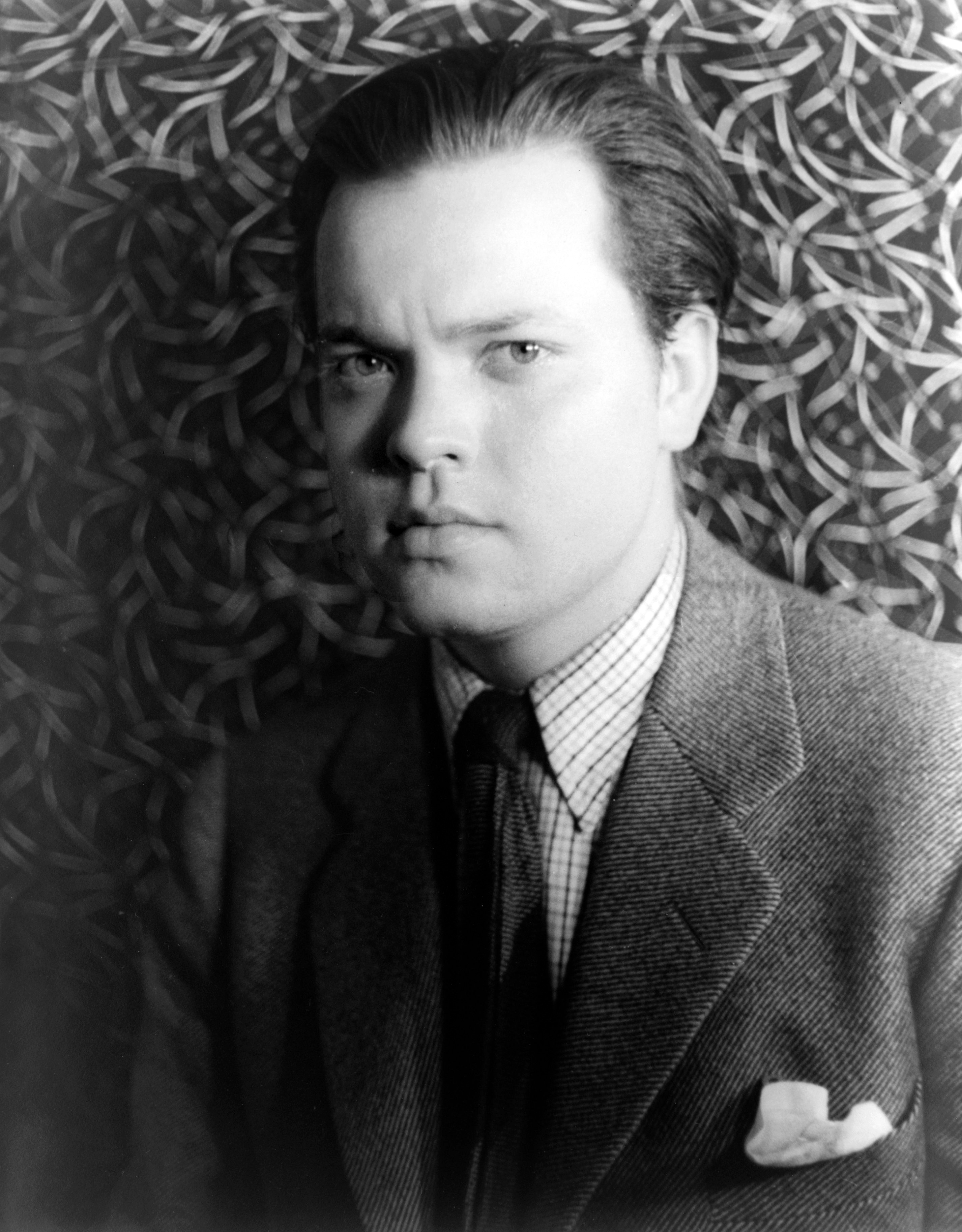
Un discurso en el episodio se basó en el diálogo de El tercer hombre de 1949, protagonizado por Orson Welles.

Los escritores decidieron matar al agente Pendrell en este episodio. El actor Brendan Beiser interpretó al personaje en otros ocho episodios, apareciendo por primera vez en el episodio de la tercera temporada «Nisei». Val Steffof, el asistente de dirección del equipo de filmación, quería un papel y le dijo al director Kim Manners «sabes, puedo actuar»; esto llevó a Steffof a ser elegido como camarero. La canción «Unmarked Helicopters» de Soul Coughing se puede escuchar en el tráiler de Max Fenig; la canción también apareció en el álbum recopilatorio de 1996 Songs in the Key of X: Music from and Inspired by the X-Files.
La primera escena se rodó en un pequeño tanque al otro lado de la calle de North Shore Studios en Vancouver, Columbia Británica. Se utilizaron lentes gran angular para filmar la escena ya que los actores en realidad no tenían mucho espacio para nadar. Esto hizo que pareciera que los actores en realidad estaban cubriendo algo de terreno, mientras que en realidad solo nadaron de 3 a 3,7 metros. En el plató de la siguiente escena en la que Fox Mulder llega a la orilla, estaba lloviendo y hacía mucho frío. Manners comentó que el equipo de actores estaba más cansado de lo habitual debido a eso: durante la filmación, Duchovny luchó por huir de los actores que interpretaban a sus perseguidores, pero anteriormente había podido huir de dos caballos cuando filmaba el episodio «Tunguska».
Tomó varios días filmar la escena de la abducción extraterrestre. Las tomas internas de la cabina del avión se filmaron en un simulador de vuelo real, separado del plató del avión utilizado para el resto de las tomas interiores. Las escenas exteriores fueron filmadas en el Aeropuerto Internacional de Vancouver. Se le pidió al productor ejecutivo John Shiban que escribiera un discurso para Garrett en la escena en la que Mulder se encuentra con él en el avión. Inspirándose en un discurso pronunciado por Orson Welles en El tercer hombre, Shiban escribió el monólogo como homenaje a la película. Las escenas de los últimos momentos en el aire del avión incluyeron ochenta extras que, según Manners, eran «ochenta de los mejores extras con los que he trabajado en mi vida». Varios extras tenían tan solo cuatro años, lo que llevó al creador de la serie, Chris Carter, a señalar que la escena se beneficiaría de mostrar a niños más pequeños, aunque estos estaban representados por muñecos como medida de seguridad.
La escena de abducción de Max, en la que el personaje es levitado a través de la puerta de un avión, se logró sacando al actor de la plataforma del avión con un arnés; Se logró una cobertura adicional repitiendo esto con un doble, quien Scott Bellis señala que fue sacado de la plataforma «mucho más difícil».
El haz de luz que se ve brillando debajo del ovni en el episodio se logró componiendo varias tomas juntas, con elementos que incluyen una grúa que lleva un foco, prestado de la Guardia Costera canadiense, y el rocío de un aerosol combinado para crear la toma final.

## Recepción
«Max» se estrenó en la cadena Fox el 23 de marzo de 1997. El episodio obtuvo una calificación Nielsen de 11,6 con una participación de 18, lo que significa que aproximadamente el 11,6 por ciento de todos los hogares equipados con televisión y el 18 por ciento de los hogares que miraban televisión sintonizaron el episodio. Un total de 18,34 millones de espectadores vieron este episodio durante su emisión original.
El episodio recibió críticas mixtas a positivas de los críticos. Emily VanDerWerff, escribiendo ´para The A.V. Club, calificó a «Max» con una A-. VanDerWerff no estaba convencido de que el episodio, junto con «Tempus Fugit», mereciera extenderse en dos partes; sin embargo, sintió que el personaje de Fenig era «un himno simultáneo a las muchas, muchas vidas perdidas en esta guerra ficticia y una historia muy real sobre alguien que muy bien podría vivir al margen de nuestra sociedad, enloquecido por visiones que son solo real para él mismo, visiones que el resto de nosotros inmediatamente descartaría como increíbles y surrealistas». Paula Vitaris, escribiendo para Cinefantastique, calificó a «Max» con una estrella y media de cuatro. Vitaris elogió los efectos visuales del episodio; sin embargo, sintió que las dos partes de la historia habrían servido mejor como «un episodio tenso de una hora». Vitaris también sintió que el acto final del episodio, con Mulder en un avión, vio a Mulder inusualmente poniendo en riesgo a los civiles y fue un ejemplo de «escritura extremadamente mala». Robert Shearman y Lars Pearson, en su libro Wanting to Believe: A Critical Guide to The X-Files, Millennium & The Lone Gunmen, calificó el episodio con cuatro estrellas de cinco, y lo describió como «tenso, satisfactorio, ingenioso y conmovedor». Shearman señaló que la segunda mitad de los episodios de dos partes de la serie tendía a «dejar caer la pelota», pero sintió que el arco de la historia de «Tempus Fugit» y «Max» era «muy sólido», calificándolos como «los más satisfactorios “eventos” multipartes que The X-Files ha hecho alguna vez».